# غريتشين ديلي
غريتشين ديلي (بالإنجليزية: Gretchen Daily) هي أحيائية أمريكية، ولدت في 19 أكتوبر 1964 في واشنطن العاصمة في الولايات المتحدة.
لقد ساهمت في فهم اعتماد البشرية وتأثيراتها على الطبيعة، وفي تطوير نهج منظم لتقييم الطبيعة في السياسة والتمويل والإدارة والممارسة في جميع أنحاء العالم. ديلي هی المؤسس المشارك ومدير هيئة التدريس لمشروع ناتشورال كابيتال فی جامعه ستانفورد، وهي شراكة عالمية تهدف إلى تعميم قيم الطبيعة في صنع القرار من قبل الناس والحكومات والمستثمرين والشركات والمنظمات غير الحكومية والمؤسسات الأخرى. جنبًا إلى جنب مع أكثر من 300 شريك في جميع أنحاء العالم، يعد المشروع رائدًا في مجال العلوم والتكنولوجيا وعروض قابلة للتطوير للتنمية الشاملة والمستدامة.
مقرها في جامعة ستانفورد، ديلي هی أستاذ أحداث مهمة للعلوم البيئية في قسم علم الأحياء بجامعة ستانفورد، ومدير مركز بيولوجيا في ستانفورد، وزميل أقدم في معهد ستانفورد وودز للبيئة. ديلي هی زميل منتخب في الأكاديمية الوطنية الأمريكية للعلوم  والأكاديمية الأمريكية للفنون والعلوم  والجمعية الفلسفية الأمريكية. ديلي هي عضو سابق في مجلس إدارة معهد بيجير للاقتصاد البيئي في الأكاديمية الملكية السويدية للعلوم و منظمة حفظ الطبيعة.

## في وقت مبكر من الحياة والتعليم
ولدت ديلي في واشنطن العاصمة، ونشأت معظمها في كاليفورنيا وألمانيا الغربية، حيث تخرجت من المدرسة الثانوية في عام 1982. ثم عادت إلى كاليفورنيا وحصلت على درجة البكالوريوس. (1986)، ماجستير (1987)، ودكتوراه. (1992) في العلوم البيولوجية من جامعة ستانفورد.

## حياة مهنية
في عام 1992، حصل دیلی على زمالة وينسلو/هاينز لما باحث ما بعد الدكتوراه في جامعة كاليفورنيا، مجموعة بيركلي للطاقة والموارد.في عام 1995، عُيّن دالي باحثًا متعدد التخصصات في قسم العلوم البيولوجية بجامعة ستانفورد. خلال فترة عمله كباحث، حرر دالي كتاب "خدمات الطبيعة: الاعتماد الاجتماعي على النظم البيئية الطبيعية". يُقدّم الكتاب إطارًا يُستخدم على نطاق واسع لفهم فوائد الطبيعة للبشر، مع العديد من الأمثلة والأساليب لتقييمها. وأشارت مؤسسة هاينز إلى أن خدمات الطبيعة "شكّلت نموذجًا لتنظيم النظم البيئية في مناطق عديدة من العالم، وكانت حافزًا لتقييم الأمم المتحدة للنظم البيئية للألفية". بعد 7 سنوات من العمل كباحث علمي، تم تعيين دايلي كأستاذ مشارك في قسم العلوم البيولوجية وزميلًا أول في معهد الدراسات الدولية (كلاهما في جامعة ستانفورد) في عام 2002.